# Passalora sequoiae
Passalora sequoiae är en svampart som först beskrevs av Ellis & Everh., och fick sitt nu gällande namn av Y.L. Guo & W.H. Hsieh 2003. Passalora sequoiae ingår i släktet Passalora och familjen Mycosphaerellaceae.   Inga underarter finns listade i Catalogue of Life.